# Пороги (самвидавчий альманах)
Пороги — літературно-мистецький і громадсько-політичний самвидавний журнал. Видавався у м. Дніпропетровськ, 1989—1991 рр.

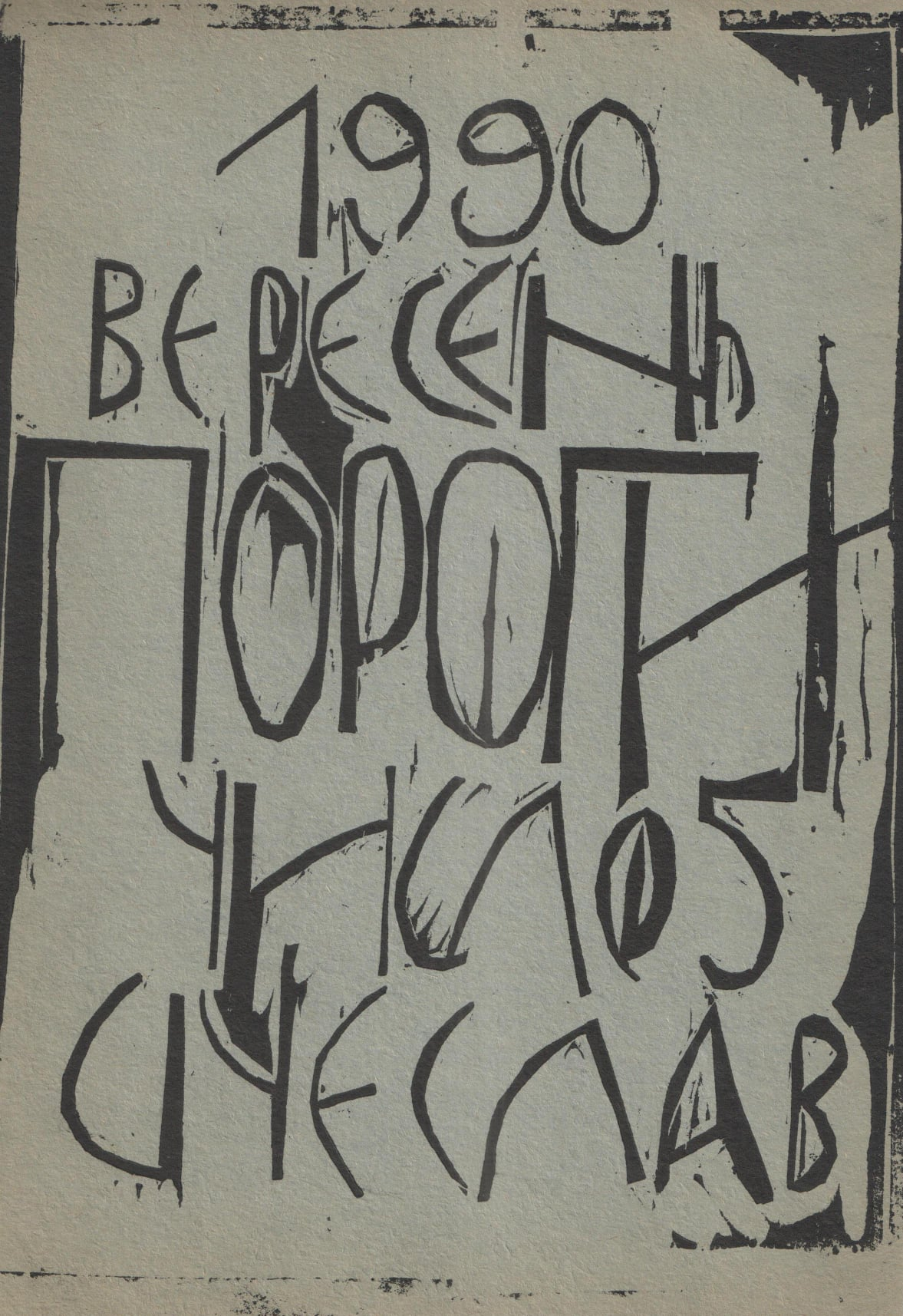
Обкладинка альманаху, вересень 1990 рік

Головний редактор і чільний засновник «Порогів» — Іван Сокульський — український поет і в'язень сумління, член Української Гельсінської групи. Редакційна колегія: Юрій Вівташ, Раїса Лиша, Орися Сокульська.

## Історія
Літературно-мистецький, громадсько-політичний альманах «Пороги» виходив у Дніпропетровську у 1989—1991 рр. у річищі дії Асоціації незалежної творчої інтелігенції України. Засновником і головним редактором альманаху став Іван Сокульський (1940—1992) — поет, громадський діяч, правозахисник, політв'язень. Ідея журналу виникла в тісному колі його однодумців ще у 1976 році, однак її реалізація відбулася лише у 1989 році, коли Сокульський повернувся зі свого другого ув'язнення.
Його, авторською, була назва часопису. Вона розкриває один зі знакових образів творчості Сокульського, що сягає «архетипів свідомості українця» (вислів Івана Сокульського) — образу каменю. Камінь для поета має символічне значення основи, «тверді», священного осередку, де сходяться всі площини буття. У якійсь мірі він пов'язаний із давнім пророчим каменем на роздоріжжі, що пророкує долю. Камінь Сокульського — це і той залишок порогів, який, за переказами, росте, і самі потоплені пороги, що «під водою тривожно гудуть». «Пороги є! Неправда, що їх знищено. Треба лише, пливучи Дніпром, уважніше дивитися у воду», — напише за кілька днів до смерті.
Видавався журнал, як підкреслив сам Сокульський, «невеликим тісним гуртом Січеславської інтелігенції, що явно не вписувалася в офіційні культурні структури». В різні періоди в його редколегії були поетка Раїса Лиша, поет, прозаїк, есеїст Юрій Вівташ, мистецтвознавчиня Лідія Яценко, політик Петро Розумний, громадський діяч і літератор Ярослав Гомза, громадський діяч, кандидат технічних наук Григорій Гребенюк, педагогиня Орися Сокульська.
Авторами «Порогів» стали учасники самвидаву 1960–1980-х: Іван Дзюба, Євген Сверстюк, Микола Береславський, Василь Стус, Василь Барладяну, Левко Лук'яненко, Василь Скрипка, Борис Антоненко-Давидович, Юрій Вівташ, Раїса Лиша.
Епіграфом до кожного числа «Порогів» стали слова Івана Франка: «Невже задарма стільки серць горіло До тебе найсвятішою любов'ю».
У програмній статті Сокульського «Хто ми без України?», вміщеній у першому числі «Порогів», були проголошені творчі завдання альманаху: «Наша мета — захист і рятування культури з великої літери, всього, що робить людину людиною. Наш голос — за людину, наша позиція — розкута правда».
У структурі й змісті часопису особливо гармонійно, врівноважено були поєднані культурно-мистецьке та громадське життя, «хроніка сучасних подій» та історія України. Зміст часопису відзначала широта й різноманітність матеріалу, об'єднаного у розділи: «Слово рідне», «Дніпрополь», «Кольори степу», «Графіті», «Дім для душі», «Плин». Вочевидь, прочитувалася національно-демократична парадигма та перспектива журналу, що протистояв кризі й розладу тоталітарної свідомості.
У розділі «Слово рідне», з-поміж іншого, було подано «Лист творчої молоді…», який визначив долю Сокульського — багатолітнього політв'язня, матеріали про діяльність Товариства «Просвіта» у Катеринославі (1914), стаття Євгена Сверстюка «Феномен Шевченка», уривки з книги Василя Скрипки «Навіжені есеї» та лист Василя Стуса до їхнього автора, стаття Лідії Яценко «Вільний вибір — з нічого, або Поневіряння української мови у Дніпропетровську».
У розділі «Дніпрополь» була представлена поезія та проза Василя Стуса, Ярослава Лесіва, Івана Сокульського, Раїси Лиші, Михайла Романушка, Тараса Мельничука, Галини Гордасевич, Миколи Кульчинського, Юрія Вівташа, Бориса Антоненка-Давидовича. Усі вони — автори самвидаву 1970–1980-х. Саме у самвидаві вперше з'явився опублікований у четвертому числі «Порогів» експериментальний роман Юрія Вівташа «Чорні кульбаби», що являє собою «…нещадний зріз епохи вселенського абсурду». Відомий український письменник Петро Перебийніс охарактеризує його, як щось «глобальне, всеоб'ємне, всепроблемне, а водночас таке українське…».
У другому числі «Порогів» вперше була опублікована поема Михайла Романушка «Концерт для самотнього голосу» — один із «найпроникливіших, глибоко новаторських за формою творів в українській ліриці 1970–80-х років, де, явлено трагічну відчуженість, самотність душі поета, приреченого жити в спотвореному механічному світі» (вислів Раїси Лиші) та есе Юрія Вівташа «Долі, долі» про Михайла Романушка. Публікація і на сьогодні є чи не єдиною про цього талановитого автора.
У «Порогах» уперше з'явилася поезія Раїси Лиші з книг «Скіфська баба», «Вертепне», «З води і повітря», за які їй була присуджена премія імені Василя Стуса.
Мистецький розділ «Кольори степу» репрезентували уривки з книги Григорія Омельченка «Лоцмани дніпровських порогів» (видана 1998 р. під назвою «Спогади лоцмана порогів Дніпрових» і перевидана 2000 р. із назвою «Дніпрові лицарі»), статті Лідії Яценко про петриківський настінний народний живопис, про козацький іконопис та народну картинку, про степові скульптури — кам'яні баби, лірико-психологічний етюд Юрія Вівташа «Гроно міфу» про ікону святої Варвари-Великомучениці та структурну іконографію цього образу. Матеріали розділу ставили одну з найактуальніших проблем часу — «проблему захисту дому буття, Національного Дому». Розділ «Дім для душі» подавав статті Ярослава Лесіва про становлення Церкви в Україні, в яких автор опрацьовував новочасну ідеологію української церкви, котру вважав активно причетною до цілого спектра життя народу й країни.
У розділі «Графіті» були представлені листи із заслання Левка Лук'яненка, Юрія Бадзьо, Василя Барладяну, Євгена Сверстюка, виступ Івана Дзюби на вечорі, присвяченому 30-літтю Василя Симоненка, який із часом назвуть «Маніфестом шістдесятників», статті Миколи Береславського, Василя Стуса, Василя Скрипки, Бориса Антоненка-Давидовича. Ці матеріали допомагають осмислити особливості дисидентського руху в Україні та його місце в загальноєвропейських процесах.
У розділі «Плин» подані протоколи обшуків у помешканнях Раїси Лиші, Ярослава Гомзи та інших дисидентів, об'єднані у цикл «Неосталінізм у документах», статті Левка Лук'яненка, Петра Розумного, матеріали Юрія Вівташа екологічної тематики.
Автором сторінкових ілюстрацій, світлин, заставок, титулів розділів, самого макету альманаху став художник, фаховий поліграфіст-дизайнер Сергій Алієв-Ковика.
Створювався журнал в будинку Сокульських «на Вінниці» у Придніпровську. Там зшивали та склеювали вручну всі числа альманаху, за винятком одного числа, яке завдяки підтримці Михайла Гориня та зусиллям Ярослава Лесіва було видрукуване «Солідарністю» у Вільнюсі накладом 1000 примірників. Однак їх конфіскували під час литовських подій із застосуванням танків проти мирної демонстрації.
«Пороги» стали відкриттям і неабиякою культурно-мистецькою подією. За насиченістю змістом, свободою погляду і напругою духовних і культурних сподівань, рішучістю, ясністю і масштабом поставлених кардинальних питань національного життя журнал був і є одним із найбільш яскравих і унікальних культурно-мистецьких явищ епохи перебудови. Було видрукувано дев'ять чисел альманаху, з яких збереглося лише чотири.